# Wissguber
Wissguber är en bergstopp i Schweiz.   Den ligger i kantonen Obwalden, i den centrala delen av landet, 50 km öster om huvudstaden Bern. Toppen på Wissguber är 1 941 meter över havet, eller 72 meter över den omgivande terrängen. Bredden vid basen är 1,4 km.
Terrängen runt Wissguber är kuperad åt nordväst, men åt sydost är den bergig. Närmaste större samhälle är Schüpfheim, 7,7 km nordväst om Wissguber. 
I omgivningarna runt Wissguber växer i huvudsak blandskog. Runt Wissguber är det ganska glesbefolkat, med 42 invånare per kvadratkilometer.